# Кумановска българска община
Кумановската българска община е гражданско-църковно сдружение на българите екзархисти в Куманово, Османската империя, съществувало в Османската империя от 70-те години на XIX век до 1913 година, когато е закрита след Междусъюзническата война от новите сръбски власти.

## История
В XIX век Куманово е смесен българо-турски град в Османската империя. Движението за независима българска църква се появява в Куманово в края на 50-те години на XIX век. В края на десетилетието в града се появяват двама сръбски учители, но гражданството се повдига срещу тях, тъй като пропагандират сърбизма и имат недобро поведение и те са изгонени. Общината се създава в началото на 70-те години на XIX век със създаването на Българската екзархия. Според Йован Хадживасилевич пръв български деец в Куманово е поп Нешо, който изпраща сина си Арсо да бъде ръкоположен за свещеник от българския митрополит Генадий Велешки, тъй като при самото създаване на Българската екзархия в 1871 година скопската катедра не получава български митрополит. Така в Куманово се създават две партии - българска екзархийска около поп Нешо и патриаршистка сърбоманска около иконом Димитър Младенов. Към екзархийската партия се присъединяват поп Михаил Нагорички, който става иконом и архиерейски наместник и председател на общината, Кральо Бойков, Иван Караман, Спас Ячински, Младен Карабски, Тасо Новоселец и Гьоро Борозан, който е основен двигател на българското дело в Куманово до убийството му в 1874 година. Други видни членове на Кумановската екзархийска община са Димко Сучка, поп Коста Сопотски, поп Христо Нагорички и Антон Джарто.
Благодарение на усилията на българската община, през втората половина на 1873 година в Куманово екзархийската партия печели проведения истилям (допитване). Истилямът е спечелен от българите с 2/3 в цялата Скопска епархия и в резултат епархията също се сдобива с български владика.
Успоредно на това общината започва да се бори за ред в църквата „Свети Никола“, като борбата продължава две години. След заемането на скопската катедра от митрополит Доротей през пролетта на 1874 година, на екзархистите им е даден ред в църквата и тя се ползва на равни начала от двете общини - една неделя служат екзархистите и споменават при отпуск имената на Светите братя Кирил и Методий, една неделя служат патриаршистите и споменават името на Свети Сава. В 1874 година българската община започва да строи в църковния двор на „Свети Никола“ двуетажна училищна сграда, завършена в 1881 година. В началото на същата 1874 година Кумановската българска община се оплаква от сръбските учители и агенти и моли да бъде изпратен български архиерей. След назначаването през 1875 година на Кирил Скопски за екзархийски митрополит, екзархистите се опитват да овладеят напълно „Свети Никола“, но безуспешно.
По време на Руско-турската война през май 1878 година иконом поп Божин и Димо Иванов от името на общината подписват Мемоара на българските църковно-училищни общини в Македония, с който се иска присъединяване на Македония към новообразуващата се българска държава. Войната се отразява пагубно на българското църковно и просветно дело в цяла Македония и в Кумановско - българските училища са затворени, а работата на общините заглъхва. След войната в 1880 година общината иска от Българската екзархия да направи постъпки пред Портата спешно да им се назначи архиерейски наместник. Същевременно обаче в 1876 година е затворено и сръбското училище в Куманово, а водачите на сръбската община Димитър Младенов и Денко Кръстев умират. В 1880 година по молба на общината Екзархията изпраща в Куманово като учител Михаил Попов.
В 1890 година с назначавенето на екзархийския митрополит Теодосий Скопски българското дело в епархията отново потръгва. В 1889 - 1890 година мъжкото училище „Св. св. Кирил и Методий“ има 250 ученици в 4 отделения с 4 учители - главен учител е битолчанинът Иван Дорев и учители кумановецът Чомаков, скопянинът Машаров и богданчанинът Христо Кенин, всички завършили Солунската българска мъжка гимназия. Девическото училище е отворено в 1883 година в стара сграда с широк двор близо до църквата, в която до 1881 година се помещава мъжкото училище. В 1889 - 1890 година то се посещава от 80 ученички в 4 отделения. Учителки са Ефросиния Йотова от Охрид и Евгения (Гена) Кръстева от Куманово, и двете завършили Солунската българска девическа гимназия. В 1889 година според Димитър Матов в града от 750 български къщи (от общо 1600) само 96 са патриаршистки, а според Йован Хадживасилевич на следната 1890 година екзархистки са 250 къщи в града и 13 села - Младо Нагоричане, Шупли камен, Орашец, Зубовце, Живине, Алакинци, Тръстеник, Сопот, Пчиня, Мургаш, Винце, Колицко и Малино.
В 1882 година сръбската патриаршистка община е оглавена от Димитър Николов, който подава молба в Кумановския съд да се прекрати достъпа на българите до общата църква „Свети Никола“. В 1890 година съдът взима решение за забрана на екзархийските свещеници да служат в храма. Това решение е изпратено в Църковния съвет при министерството на вероизповеданията в Цариград, а в това време сърбоманите искат от валията да приложи решението на съда. Валията признава решението и в 1891 година ключовете на храма са предадени на дошлия специално за това в Куманово митрополит Паисий Скопски. Всички екзархийски свещеници заминават за Скопие, където правят демонстрация. Митрополит Теодосий Скопски пристига в Куманово и се опитва да влезе в църквата, но е спрян от властите. Тогава българите дават 1500 лири на мектупчията, помощника на валията, който е в конфликт със сръбския консул. Мектупчията успява да убеди валията, че изхвърлянето на българите от храма ще доведе до големи проблеми и църквата отново е дадена и на двете общини. Митрополит Паисий, който също е в лоши отношения със сръбското консулство, не прави нищо, а от Цариград също идва решение в полза на българите.
В 1896 година българската община подава молба в кумановския съд да получи изцяло църквата, но съдът я отхвърля, затова на Богоявление в 1897 година, когато е ред на сърбите, българите се опитват да влязат в храма насилствено, което води до намеса на властите и много арести. В знак на протест, българите отказват да служат в църквата и когато им е редът, но кумановският и вилаетският съд в Скопие отново потвърждават редуването. След избухването на Гръцко-турската война обаче везните се накланят в полза на българите - след изпратена лично до султана молба, на 18 април 1897 година, първи ден на Великден, в Куманово пристига заповед църквата да се даде единствено на българите. За да ѝ̀ се върне реда в църквата сръбската община праща специална делегация от 80 души в Скопие, пише молби до косовския валия, министъра на правосъдието и вероизповеданията, великия везир и лично до султана, но всички тези действия остават без успех. На 1 април 1898 година, Великден патриаршистите се опитват със сила да влязат в храма, но са разпръснати от войска и църквата е затворена. В същото време българската община получава и манастирите „Света Богородица“ в Матейче и „Свети Георги“ в Градище. Български училища започват да се отварят по овчеполските и козячките села. След пет месеца храмът отново е предаден на българската община.
В 1902/1903 година главен учител на второкласното смесено българско училище в града е отец Григор Попдимитров.
Около 1905 година главен български учител в града е Илия Левков. Други видни български дейци са секретарят на митрополитския наместник Трайче Митев, поп Андон, синът му Псалтир Попандонов, търговецът Зафир Тасев, учителят Зафир Тасев и Ангел Прекoдoлка. Всички те са и дейци на ВМОРО. Те организират убийството на сръбския свещеник Атанас Петров.
Отец Григорий Попдимитров е председател на общината от 15 септември 1905 – 1 март 1907 година. През септември 1912 година отец Григорий е назначен отново за председател на общината, но избухването на Балканската война го заварва в Скопие на път за Куманово и той не успява да поеме поста. В края на декември 1912 година, когато Куманово вече е окупиран от сръбски части, свещеноиконом Григорий прави втори опит да заеме поста си, но е задържан от сръбските военни власти в Скопие и не му е позволено да замине за Куманово, защото „там нямало българи“.